# Hae Phoofolo
Edward Hae Phoofolo (* 1947 in Ladybrand, Südafrika; auch Haae Phoofolo) ist ein parteiloser Politiker und Rechtsanwalt in Lesotho. Vom 17. August bis zum 14. September 1994 war er Premierminister des Landes. Seit 2018 ist er Attorney General.

## Leben
Phoofolo lebt in Maseru. 1988 wurde er als stellvertretender Leiter der National Bank of Lesotho überführt, wiederholt Geld nach Lesotho geschmuggelt zu haben, und zu einer Gefängnisstrafe verurteilt. Eine Revision 1990 blieb erfolglos. 1994 setzte König Letsie III. mit Hilfe des Militärs die 1993 demokratisch gewählte Regierung unter Ntsu Mokhehle (Basutoland Congress Party) ab und die Verfassung teilweise außer Kraft. Phoofolo wurde als Premierminister eingesetzt. Nach vier Wochen musste er das Amt auf Druck Südafrikas und anderer Nachbarstaaten wieder an Mokhehle abgeben. 
2007 wurde Phoofolo bei einer Messerattacke verletzt. Er plante eine Kandidatur für die Oppositionspartei All Basotho Convention (ABC) bei den Parlamentswahlen im Mai 2012. Die ABC-Spitze stellte sich jedoch gegen die Kandidatur und schloss Phoofolo im Dezember 2011 vorübergehend aus der Partei aus. Im Gegenzug klagte er gegen die Partei wegen Verleumdung. 2012 arbeitete er unter anderem als Notar bei der Anglikanischen Kirche in Lesotho. 
Bei den Wahlen 2012 gewann er für die ABC ein Mandat und wurde anschließend Justizminister. 2015 musste die ABC die Regierung verlassen. Fortan arbeitete Phoofolo wieder als Rechtsanwalt. Im Februar 2018 wurde er Attorney General von Lesotho.